# Dariusz Cychol
Jan Dariusz Cychol (ur. 14 czerwca 1963) – polski wydawca, dziennikarz i publicysta.

## Życiorys

### Wykształcenie i działalność naukowa
Ukończył studia o specjalności telewizyjnej na Wydziale Dziennikarstwa Moskiewskiego Uniwersytetu Państwowego im. M.W. Łomonosowa. Pracował jako wykładowca w Akademii Biznesu i Finansów Vistula w Warszawie.

### Działalność zawodowa
Pracował m.in. w dziale współpracy międzynarodowej w agencji Interpress i w działach społecznych, politycznych i parlamentarnych w PAP. W latach 1992–2005 był związany z redakcją tygodnika „NIE”, gdzie pełnił funkcję zastępcy redaktora naczelnego. W latach 2009–2016 pracował w Telewizji Polskiej – kierował tam portalami TVP.info, TVPparlament.pl i Regionalna.tvp.pl. W 2016 został zastępcą redaktora naczelnego tygodnika „Fakty i Mity”, w 2018 natomiast jego redaktorem naczelnym.
W lipcu 2020 rozstał się z „FiM”. We wrześniu 2020 założył nowy tygodnik „Fakty po Mitach”.

## Odznaczenia
- Srebrny medal „Za zasługi dla Związku Żołnierzy Wojska Polskiego (2013)[5].
- Srebrny Krzyż Pierwszego Stopnia za „Zasługi dla Społeczeństwa Litwy” (2014)[6].
- Srebrna Odznaka Honorowa za Zasługi dla Związku Sybiraków (2014)[7].